# Bulak Banteng
Bulak Banteng is een bestuurslaag in het regentschap Soerabaja van de provincie Oost-Java, Indonesië. Bulak Banteng telt 33.012 inwoners (volkstelling 2010).